# Leiden (Stadt)

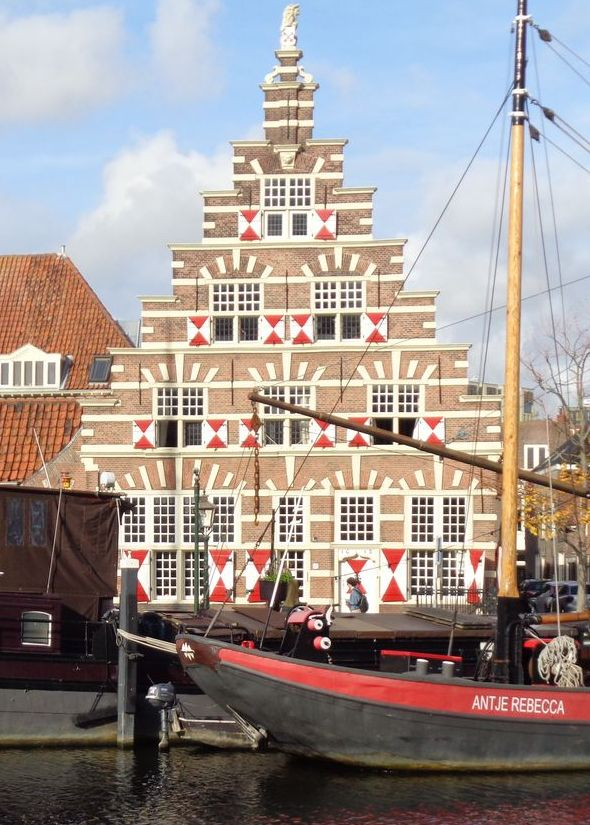
Das 1612 erbaute ehemalige Wohnhaus des städtischen Zimmer- und Baumeisters am Kort Galgewater. Es ist für Besucher geöffnet.

Leiden (anhörenⓘ) (früher auch Leyden, lateinisch Lugdunum Batavorum) ist eine Universitätsstadt und Gemeinde in der niederländischen Provinz Südholland. Mit 130.613 Einwohnern (Stand 1. Januar 2025) ist Leiden gemessen an der Einwohnerzahl nach Rotterdam, Den Haag und Zoetermeer die viertgrößte Stadt der Provinz Südholland. Zusammen mit den Umlandgemeinden Leiderdorp, Oegstgeest, Katwijk, Voorschoten und Zoeterwoude zählt Leiden mehr als 254.000 Einwohner. Damit ist Leiden in Südholland nach Rotterdam und Den Haag die drittgrößte Agglomeration. Leiden hat die älteste Universität der Niederlande. Daneben ist die Stadt bekannt durch ihre Altstadt und die Grachten. Der Künstler Rembrandt wurde in der Stadt geboren.

## Lage
Leiden liegt im Norden der niederländischen Provinz Südholland, ungefähr 45 km südwestlich von Amsterdam und ungefähr 18 km nordöstlich von Den Haag.
Durch Leiden fließt der Oude Rijn. Im Bereich der Innenstadt spaltet sich der Nieuwe Rijn ab, welcher aber im Westen der Innenstadt wieder mit dem Oude Rijn zusammenfließt. Auch der Rijn-Schiekanal und die Zijl spalten sich in Leiden in Richtung Norden und Süden ab.
Im Uhrzeigersinn, im Norden beginnend, grenzt Leiden an Teylingen, Leiderdorp, Zoeterwoude, Leidschendam-Voorburg, Voorschoten, Wassenaar, Katwijk und Oegstgeest.

## Geschichte
Obwohl Leiden sich bis in die frühe Neuzeit des lateinischen Namens Lugdunum Batavorum bediente, ist es nicht identisch mit der gleichnamigen römischen Siedlung, die näher bei Katwijk als bei Leiden lag. Im Gebiet des Leidener Wohnbezirks Roomburg stand aber zwischen 47 n. Chr. und spätestens 275 n. Chr. das römische Kastell Matilo. Auch die dort vom Oude Rijn nach Südwesten zur Maas hin abzweigende Fossa Corbulonis, ein in derselben Zeit künstlich angelegter Wasserweg, zeugt von der massiven Präsenz der Römer auf dem heutigen Leidener Stadtgebiet.
Um die Jahrtausendwende wurde auf einer Motte am Zusammenfluss zweier Rheinarme, des Oude Rijn und des Nieuwe Rijn, eine Burg (niederländisch: Burcht) errichtet. Auf dem gegenüberliegenden südlichen Ufer des Rijn entstand im frühen 11. Jahrhundert eine Siedlung, aus der sich das heutige Leiden entwickelte. Der holländische Graf Floris V. verlieh Leiden 1266 das Stadtrecht. Der Wollhandel mit England und Flandern brachte Leiden im 13. und 14. Jahrhundert Wohlstand und Blüte. Das 15. Jahrhundert war, wegen der Wirren des Haken-und-Kabeljau-Kriegs, eines Bürgerkriegs, eine Epoche von Wirtschaftskrisen.
Im Achtzigjährigen Krieg schloss sich Leiden dem Aufstand gegen die Spanier an. Nach einer seit dem 25. Mai 1574 währenden Belagerung gelang es den Geusen, unter anderem durch Fluten der umliegenden Polder, am 3. Oktober 1574 die Stadt zu befreien. Die Legende will, dass nach der Vertreibung der spanischen Belagerer in deren Lager eine Pfanne mit Möhren-Eintopf (hutspot) gefunden wurde. Damit konnte die ausgehungerte Stadtbevölkerung erstmals wieder eine ordentliche Mahlzeit haben. Darum wird dieses Gericht jedes Jahr bei den Feiern von Leidens ontzet am 3. Oktober in allen Restaurants serviert. Als Dank für den von den Leidenern gezeigten Mut bekam die Stadt kurz darauf, kraft Beschluss der Regierung unter der Führung Wilhelms von Oranien, die erste Universität der Republik der Niederlande.
Danach flohen viele Protestanten aus Antwerpen, Brüssel und anderen von den Spaniern eroberten Gebieten nach Leiden, so dass die Stadt zwischen 1575 und 1650 mehrmals ihre Stadtmauern erweitern musste. In dieser Epoche erlebte Leiden eine große kulturelle und wissenschaftliche Entwicklung: Maler wie Rembrandt und seine Schüler und Wissenschaftler wie Antoni van Leeuwenhoek, der Entdecker der Bakterien, lebten und wirkten in Leiden.
Etwa ab 1700 trat jedoch wieder ein Niedergang ein. Bis heute ist jedoch die Universität Leiden, an der auch die zur Königswürde bestimmten Mitglieder des niederländischen Königshauses studieren, eine Hochburg der Wissenschaft in den Niederlanden geblieben. So entdeckte der Physiker Pieter van Musschenbroek 1746 in Leiden das Prinzip der Leidener Flasche, als er bei Laborversuchen mit entsprechenden Anordnungen von Gläsern und Metallteilen elektrische Stromschläge erhielt.
Von etwa 1795 bis 1813 war Leiden von französischen Truppen besetzt („Franzosenzeit“). Am 12. Januar 1807 explodierte mitten in der Stadt ein mit 17.400 Kilogramm Schießpulver beladenes Schiff. 151 Personen starben, über 2000 wurden verletzt und etwa 220 Häuser zerstört.

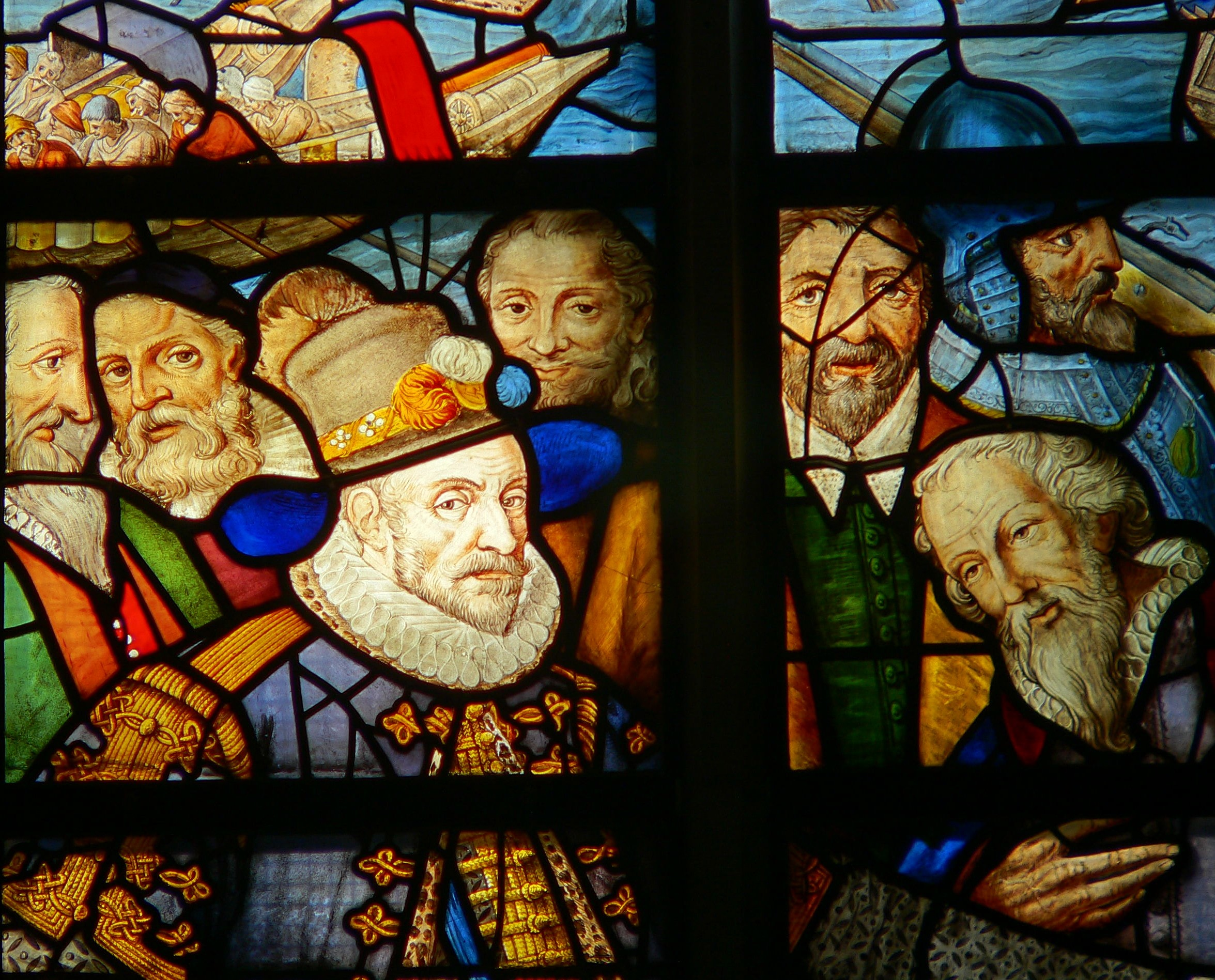
„Die Befreiung von Leiden“ (1574), links: Prinz Wilhelm I. von Oranien, rechts: der Bürgermeister von Leiden Van der Werff
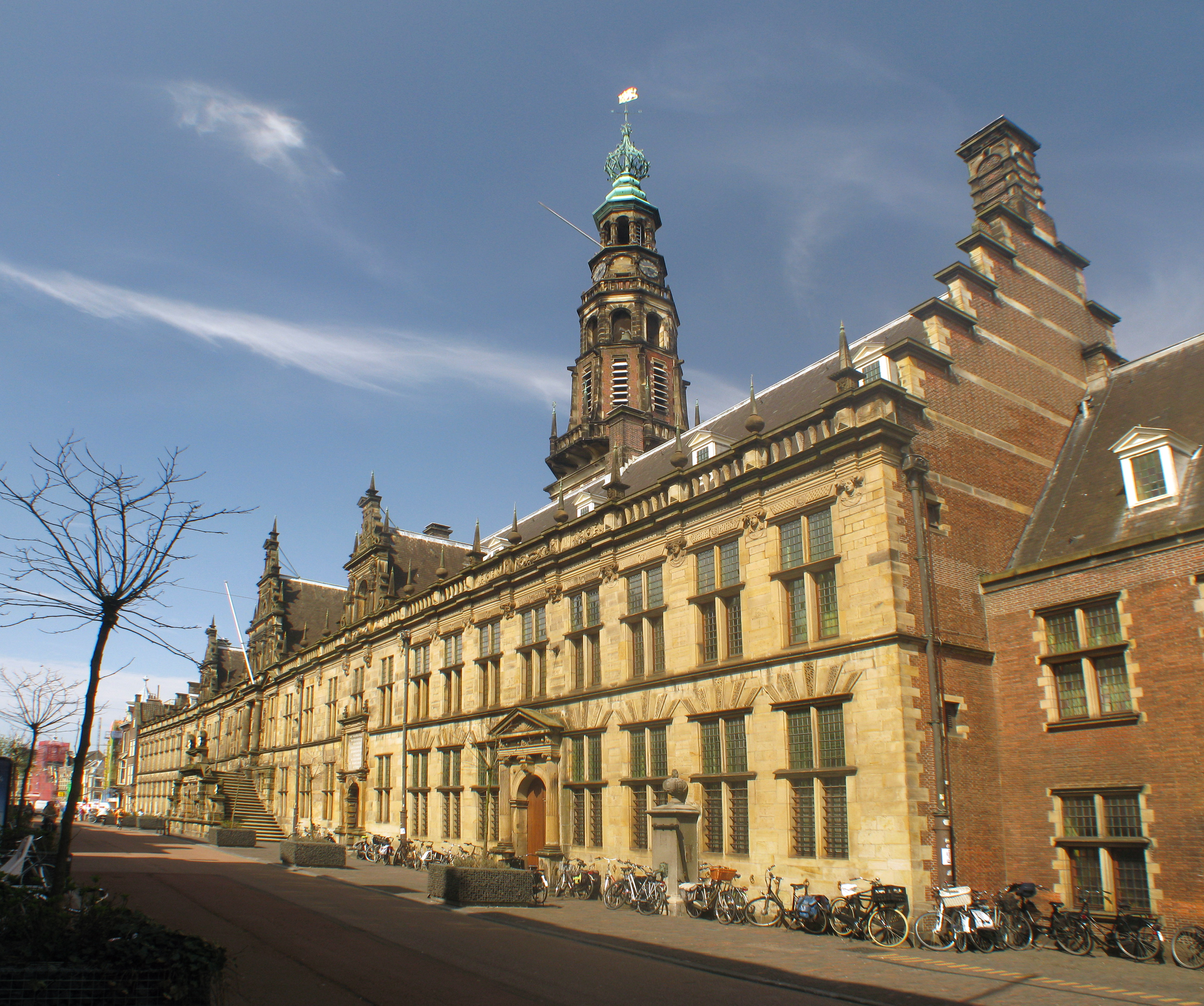
Das Stadhuis/Raadhuis von Leiden wurde ab 1600 maßgeblich von Lüder von Bentheim modernisiert und dabei mit den drei Renaissancegiebeln versehen, der auch das Bremer Rathaus modernisierte.
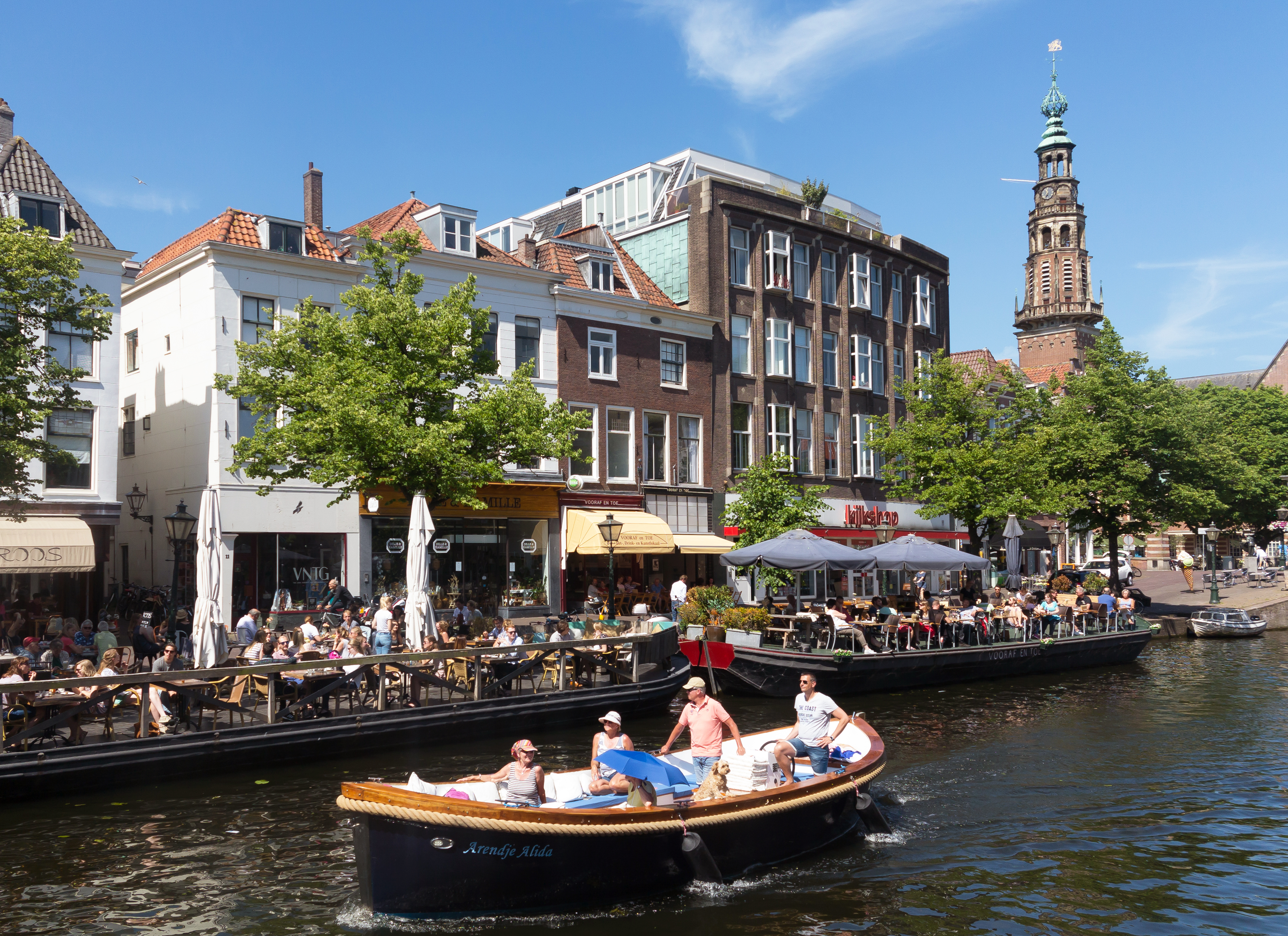
Das Rathaus und Boote im Nieuwe Rijn

## Politik

### Sitzverteilung im Gemeinderat
Der Gemeinderat von Leiden hat 39 Sitze. Hierunter folgt die Zusammenstellung des Gemeinderats ab 1982:
| Partei                    | Sitze a | Sitze a | Sitze a | Sitze a | Sitze a | Sitze a | Sitze a | Sitze a | Sitze a | Sitze a | Sitze a |
| Partei                    | 1982    | 1986    | 1990    | 1994    | 1998    | 2002    | 2006    | 2010    | 2014    | 2018    | 2022    |
| ------------------------- | ------- | ------- | ------- | ------- | ------- | ------- | ------- | ------- | ------- | ------- | ------- |
| GroenLinks                | –       | –       | 4       | 5       | 6       | 6       | 4       | 4       | 4       | 8       | 10      |
| D66                       | 2       | 2       | 8       | 7       | 4       | 5       | 2       | 10      | 12      | 9       | 6       |
| VVD                       | 10      | 8       | 6       | 8       | 9       | 7       | 6       | 6       | 5       | 6       | 5       |
| PvdA                      | 13      | 16      | 11      | 8       | 9       | 8       | 10      | 6       | 5       | 4       | 4       |
| PvdD                      | –       | –       | –       | –       | –       | –       | –       | 1       | 1       | 3       | 4       |
| Partij Sleutelstad        | –       | –       | –       | –       | –       | –       | –       | 0       | 0       | 2       | 3       |
| SVL                       | –       | –       | –       | –       | –       | –       | –       | –       | –       | –       | 2       |
| CDA                       | 9       | 8       | 8       | 5       | 4       | 5       | 5       | 4       | 4       | 3       | 2       |
| SP                        | 1       | 1       | 2       | 3       | 5       | 3       | 7       | 4       | 5       | 3       | 2       |
| ChristenUnie              | –       | –       | –       | –       | –       | 1       | 2       | 1       | 1       | 1       | 1       |
| Leefbaar Leiden           | –       | –       | –       | –       | –       | 3       | 2       | 1       | 2       | –       | –       |
| Stadspartij Leiden Ontzet | –       | –       | –       | –       | –       | –       | 1       | 2       | 0       | –       | –       |
| Leiden Weer Gezellig      | –       | 1       | 0       | 1       | 1       | 1       | 0       | –       | –       | –       | –       |
| De Groenen                | –       | –       | –       | 1       | 1       | 1       | 0       | –       | –       | –       | –       |
| SGP                       | 0       | 0       | 0       | –       | 1       | –       | –       | –       | –       | –       | –       |
| RPF                       | 0       | 0       | 0       | –       | 1       | –       | –       | –       | –       | –       | –       |
| GPV                       | 0       | 0       | 0       | –       | 1       | –       | –       | –       | –       | –       | –       |
| Centrum Democraten        | –       | –       | –       | 2       | 0       | –       | –       | –       | –       | –       | –       |
| Links Leiden              | –       | 3       | –       | –       | –       | –       | –       | –       | –       | –       | –       |
| PSP                       | 2       | –       | –       | –       | –       | –       | –       | –       | –       | –       | –       |
| CPN                       | 1       | –       | –       | –       | –       | –       | –       | –       | –       | –       | –       |
| PPR                       | 1       | –       | –       | –       | –       | –       | –       | –       | –       | –       | –       |
| Gesamt                    | 39      | 39      | 39      | 39      | 39      | 39      | 39      | 39      | 39      | 39      | 39      |

- SP: 2
- PvdD: 4
- PvdA: 4
- GL: 10
- D66: 6
- SVL: 2
- PS: 3
- VVD: 5
- CDA: 2
- CU: 1

Nach der Wahl wurde eine Koalition aus GL, D66, PvdA und CDA gebildet. Die Koalition verfügt über 22 der 39 Sitze.
Anmerkungen

### Stadträte
Das Kabinett der Stadt zählt für den Zeitraum 2018–2022 folgende fünf Stadträte:
| Funktion                                        | Name             | Partei     |
| ----------------------------------------------- | ---------------- | ---------- |
| Stadtrat der Bildung, Jugend und Finanzen       | Paul Dirkse      | D66        |
| Stadträtin der Arbeit, Wirtschaft und Kultur    | Yvonne van Delft | GroenLinks |
| Stadträtin der Gesundheit und des Wohlbefindens | Marleen Damen    | PvdA       |
| Stadträtin der nachhaltigen Urbanisierung       | Fleur Spijker    | D66        |
| Stadträtin der Nachhaltigkeit und Mobilität     | Martine Leewis   | GroenLinks |

### Städtepartnerschaften
- Toruń, Polen
- Juigalpa, Nicaragua
- Buffalo City, Südafrika
- Krefeld, Deutschland
- Oxford, Vereinigtes Königreich

## Wirtschaft
Die Stadt ist Sitz der Airbus SE und der Stiftung Eurotransplant. Der europäische Sitz von IKEA, die Stiftung INGKA, befindet sich ebenfalls in Leiden. Ebenso hat der Rüstungsbetrieb KNDS und die Heerema Marine Contractors den Sitz in Leiden.
Die einst wichtige Textilindustrie ist mittlerweile nicht mehr von Bedeutung. Leiden hatte aber auch andere Industrien, zum Beispiel die Herstellung von Feuerzeugen sowie Stahlverarbeitung. Heute hat der tertiäre Sektor (Dienstleistungssektor) aber einen großen Marktanteil. In Leiden sind u. a. Achmea, ein Versicherungsunternehmen, und viele Schulungsinstitute ansässig. Größter Arbeitgeber der Region Leiden ist das Krankenhaus, das im Bio Science Park Leiden angesiedelt ist, wo sich auch mehrere Betriebe der pharmazeutischen und biotechnologischen Industrie angesiedelt haben.
Die Janssen-Cilag International NV, die zur Unternehmensgruppe des US Konzerns Johnson & Johnson gehört, entwickelte während der Coronapandemie in Leiden den vierten von der EU-Arzneimittel-Agentur EMA zugelassenen Impfstoff COVID-19 Vaccine Janssen®.
Ansässige Druckerei- und Verlagsunternehmen wie Elsevier und Brill sind schon seit Jahrhunderten bekannt für Drucke lateinischer, asiatischer und arabischer Werke und gelten weltweit mit als bedeutendste Herausgeber wissenschaftlicher Publikationen.

## Verkehr

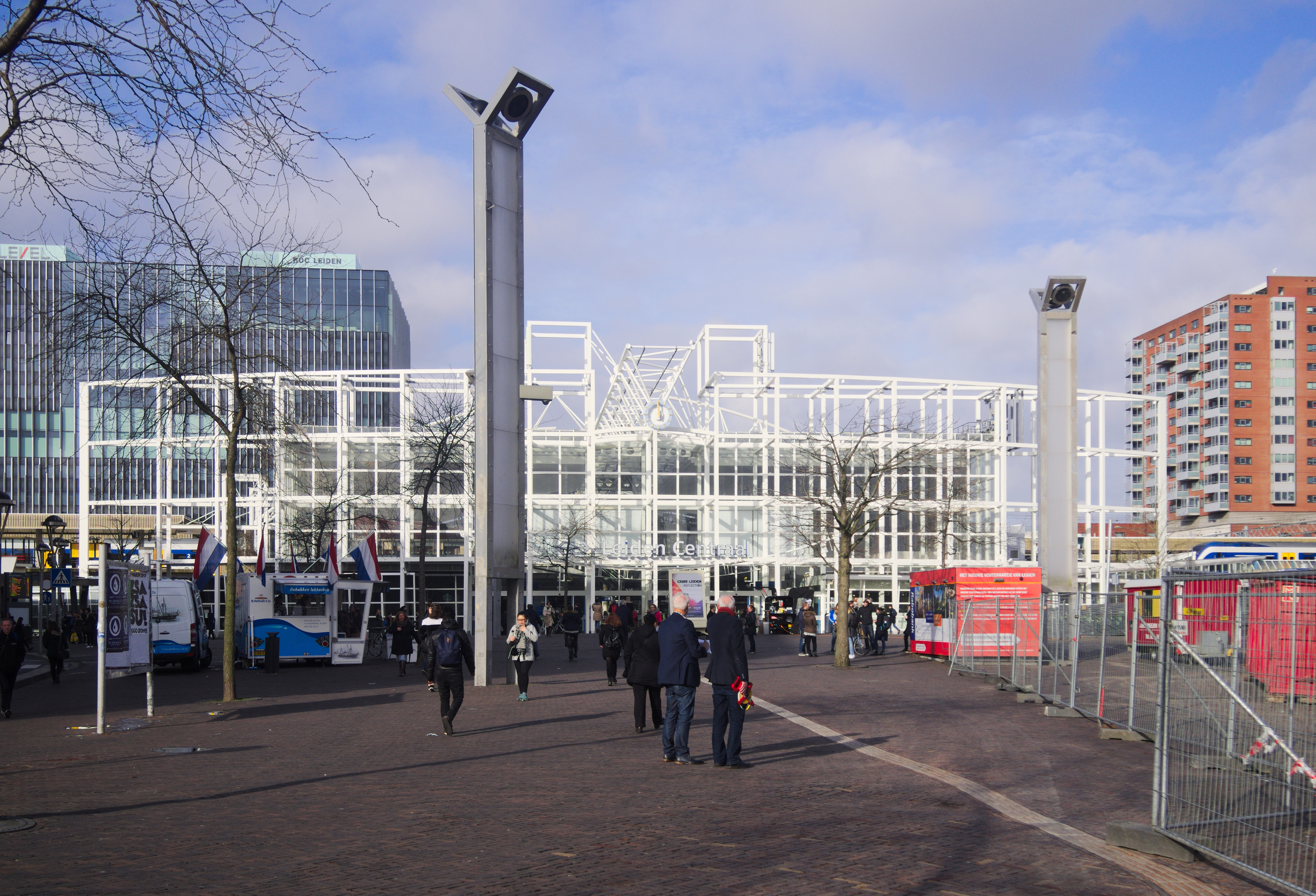
Bahnhof Leiden Centraal im Jahr 2017

Direkte Eisenbahnverbindungen gibt es vom Bahnhof Leiden Centraal nach Rotterdam über Den Haag, nach Amsterdam über den Bahnhof Schiphol Airport oder Haarlem sowie nach Utrecht über Woerden.
Zu Spitzenlastzeiten fahren auch direkte Züge nach Gouda.
Weitere Bahnhöfe sind De Vink (an der Strecke nach Den Haag) und Leiden Lammenschans (an der Strecke nach Utrecht).
Über zwei Autobahnen ist die Stadt mit dem Fernstraßennetz verbunden: Östlich der Stadt verläuft die A 4 und westlich die A 44. Geplant sind zwei Verbindungswege zwischen der A 4 und der A 44. Der internationale Amsterdamer Flughafen Schiphol liegt etwa 30 km nordöstlich der Stadt und ist mit der Bahn direkt zu erreichen.

## Stadtteile

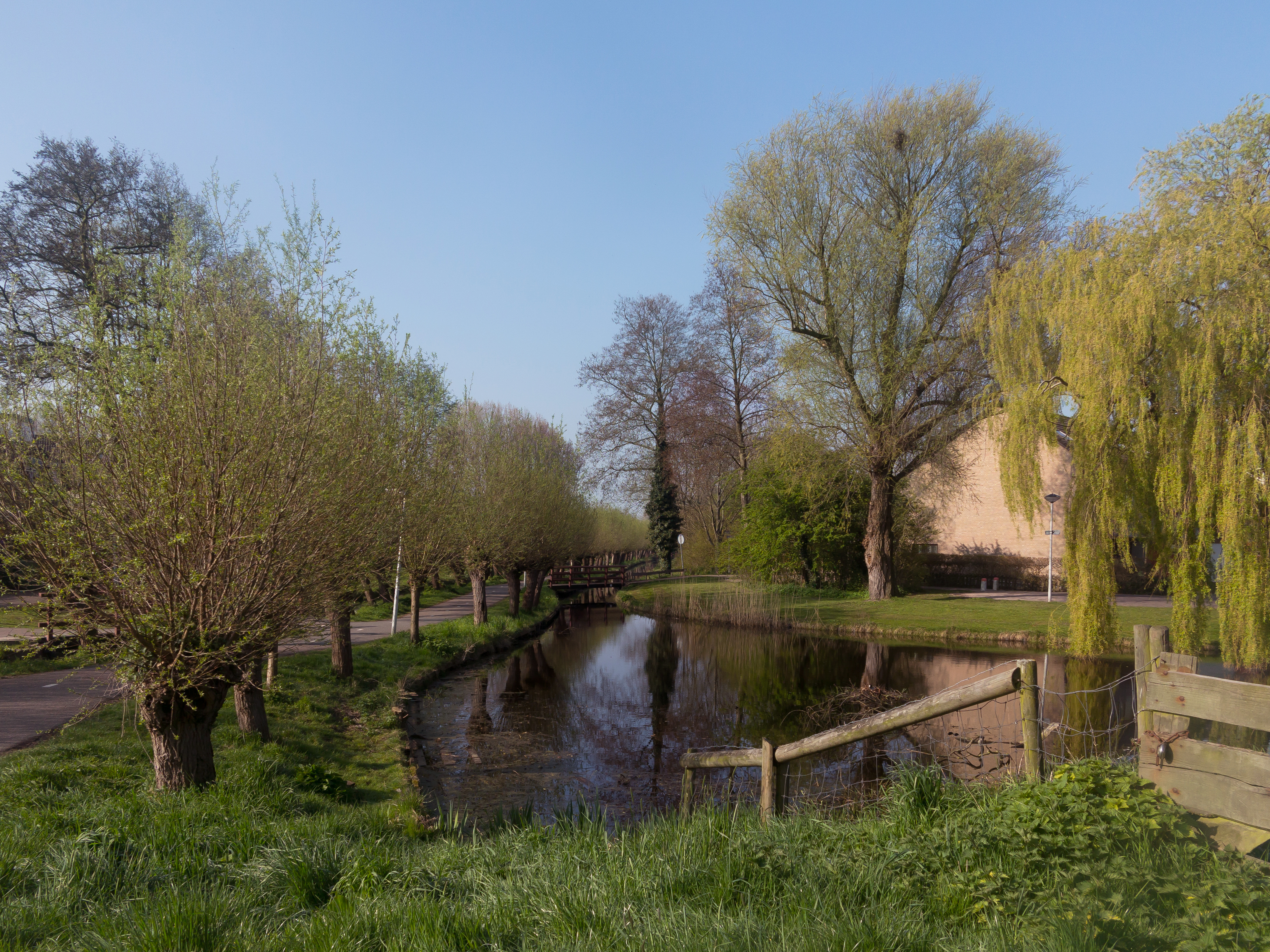
Blick auf die Straße im Merenwijk

Die Gemeinde Leiden gliedert sich in vier Stadtteile, zehn Distrikte und 54 sogenannte Nachbarschaften.
| Districtnr. | District                 | Bezirks- und Vierteleinteilung gemäß CBS |
| 0           | Binnenstad-Zuid          | Bezirks- und Vierteleinteilung gemäß CBS |
| 1           | Binnenstad-Noord         | Bezirks- und Vierteleinteilung gemäß CBS |
| 2           | Stationsdistrict         | Bezirks- und Vierteleinteilung gemäß CBS |
| 3           | Leiden-Noord             | Bezirks- und Vierteleinteilung gemäß CBS |
| 4           | Roodenburgerdistrict     | Bezirks- und Vierteleinteilung gemäß CBS |
| 5           | Bos- en Gasthuisdistrict | Bezirks- und Vierteleinteilung gemäß CBS |
| 6           | Morsdistrict             | Bezirks- und Vierteleinteilung gemäß CBS |
| 7           | Boerhaavedistrict        | Bezirks- und Vierteleinteilung gemäß CBS |
| 8           | Merenwijkdistrict        | Bezirks- und Vierteleinteilung gemäß CBS |
| 9           | Stevenshofdistrict       | Bezirks- und Vierteleinteilung gemäß CBS |

## Wasser und Natur

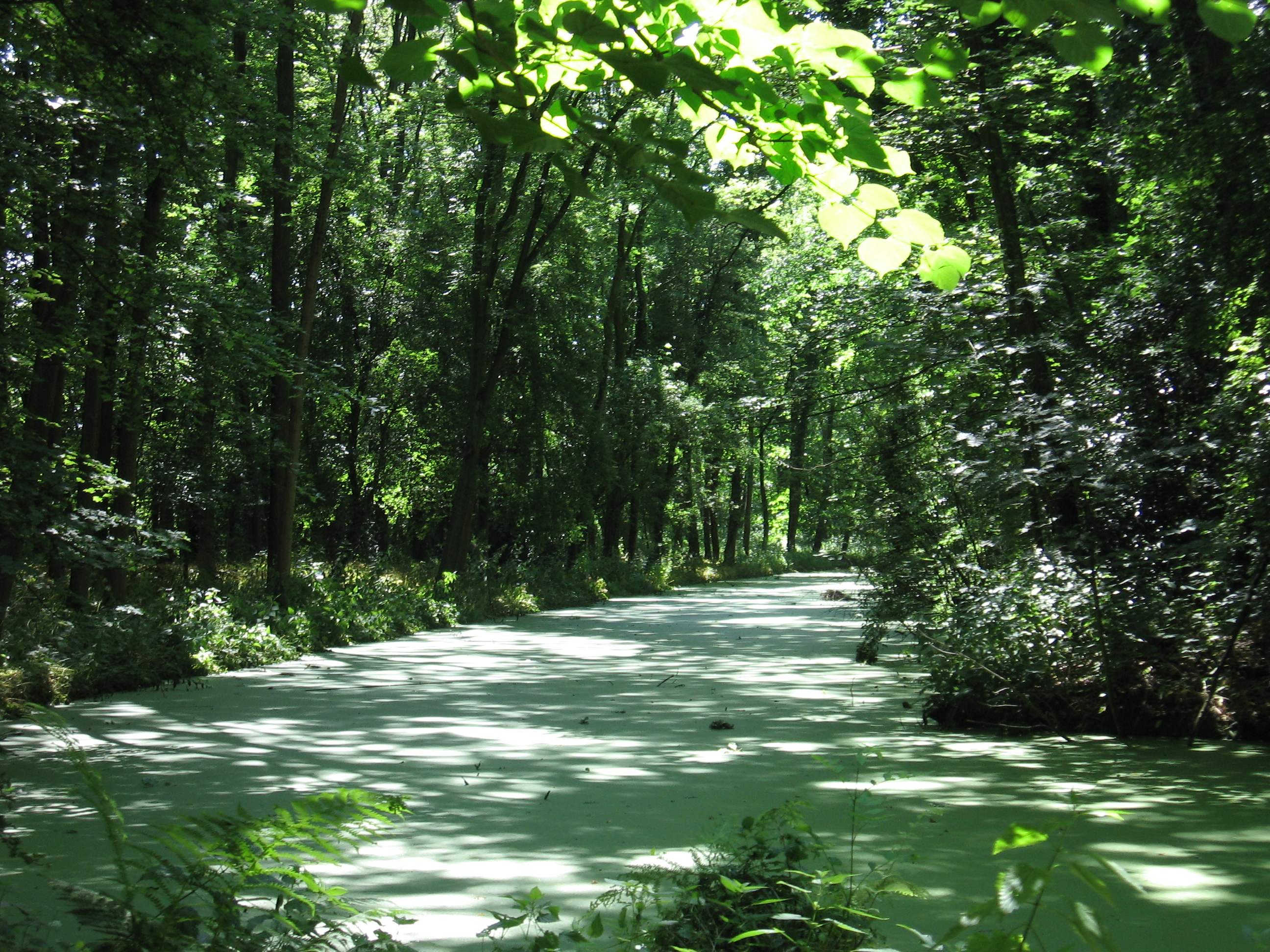
Polderpark Cronesteyn

Vor allem in der Innenstadt ist Wasser ein wichtiger Bestandteil des Straßenbildes. Neben den Flüssen Oude und Nieuwe Rijn hat die Stadt verschiedene Grachten und Singels. Die bekannteste Gracht heißt der Rapenburg. Außerhalb des Zentrums verbinden neben Oude und Nieuwe Rijn Flüsse, Kanäle, der Zijl, der Haarlemmertrekvaart und der Trekvliet die Stadt und die Erholungsgebiete außerhalb der Stadt mit Wasser.
An der Südostseite der Stadt liegt der 'Polderpark Cronesteyn' auf dem Gelände der vormaligen Burg Cronesteyn. Dieser Park besteht aus unterschiedlichen Kulturlandschaften und hat einen Reiherwald. Außerdem gibt es ein Besucherzentrum und einen Campingplatz. Dieser Park bildet die Verbindung der Stadt mit dem Groene Hart.

## Bildung

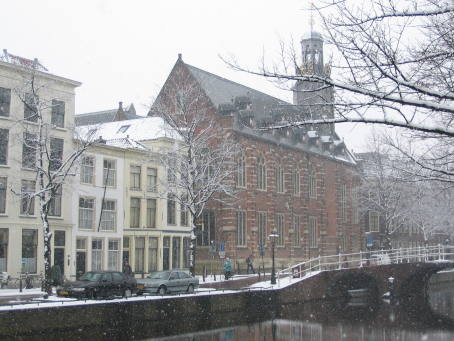
Das Academiegebouw der Universität Leiden am Rapenburg

Zwei Hochschulen haben ihren Hauptsitz in Leiden. Die Universität Leiden wurde 1575 gegründet und ist damit die älteste Universität der Niederlande. Dazu gibt es viele Einrichtungen und Betriebe, die mit dieser Universität in Verbindung stehen u. a. die Universitätsbibliothek Leiden, die Sternwarte Leiden und das Universitätsklinikum Leids Universitair Medisch Centrum. Die Universität hat sieben Fakultäten und mehr als 30.000 Studenten. Das Kernstück der Universität liegt im Akademiegebäude. Die Universität Leiden hat außerdem auch einen eigenen Botanischen Garten, ein Observatorium und eine eigene Universitätsbibliothek. Die Hogeschool Leiden ist eine Fachhochschule mit ungefähr 6000 Studenten und steht im Leiden Bio Science Park. In diesem Bio Science Park befinden sich auch Abteilungen von biotechnologische Betriebe. Seit 1983 hat auch die US-amerikanische Webster University eine Abteilung in Leiden.
Auch für Berufsausbildungen gibt es in Leiden verschiedene Institutionen. Das ROC Leiden, mit mehr als 10.000 Schülern, das ROC Mondriaan und das ID College. Die Leidse Instrumentmakersschool ist eine bekannte Schule für Feinmechanik. In Leiden gibt es auch eine Volksuniversität.
Übersicht der Oberschulen in Leiden:
- Da Vinci College (3 Abteilungen) (off)
- Bonaventura College (3 Abteilungen) (römisch-katholisch)
- Vlietland College
- Marecollege
- Visser ’t Hooft Lyceum
- Leonardo College
- Stedelijk Gymnasium Leiden (2 Abteilungen) (off) nur Gymnasium
- Driestar College (reformiert)

Privatschulen:
- Luzac college
- Instituut R. R. Vrijbergen

## Kultur und Sehenswürdigkeiten

### Museen

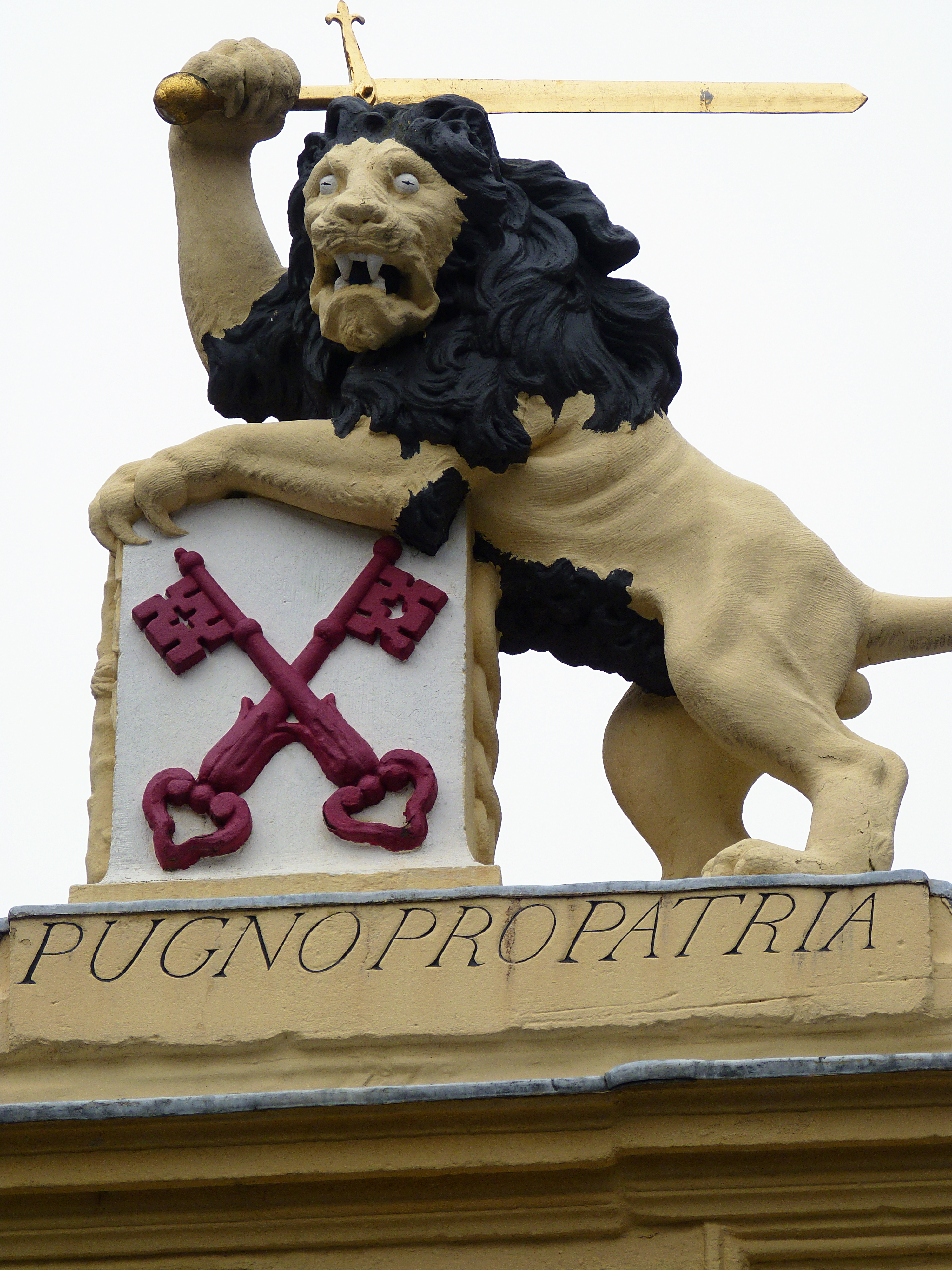
Wappen von Leiden

Leiden besitzt einige Museen von internationaler Bedeutung:
- das Wereldmuseum Leiden (deutsch Weltmuseum Leiden), ehemals Museum Volkenkunde und Rijksmuseum voor Volkenkunde.
- das Rijksmuseum van Oudheden, das wichtigste Museum für Archäologie des ganzen Landes, mit einem in den 1960er Jahren vom damaligen ägyptischen Präsidenten Nasser geschenkten Tempel;
- das städtische Museum De Lakenhal (= „das Gewandhaus“), unter anderem mit moderner Kunst und einer interessanten Sammlung von Gemälden aus der Periode 1600–1900;
- das Museum Boerhaave mit einer naturhistorischen und medizingeschichtlichen Sammlung;
- das Museum für Naturgeschichte Naturalis mit einer bedeutenden Sammlung ausgestorbener Tierarten;
- der schon über 400 Jahre existierende Botanische Garten (Hortus Botanicus) mit Gewächshäusern und vielen seltenen Pflanzen; in ihm blühten 1594 die ersten Tulpen auf holländischem Boden, die Carolus Clusius, Botaniker an der Universität Leiden, gepflanzt hatte;
- das 2005 eröffnete, der japanischen Kultur und dem Einfluss der westeuropäischen Wissenschaftler darauf gewidmete Siebold-Haus am Rapenburg; es ist in einem zeitlebens von dem deutschen Arzt und Naturwissenschaftler Philipp Franz von Siebold gemieteten Grachtenhaus beheimatet.

### Sehenswürdigkeiten

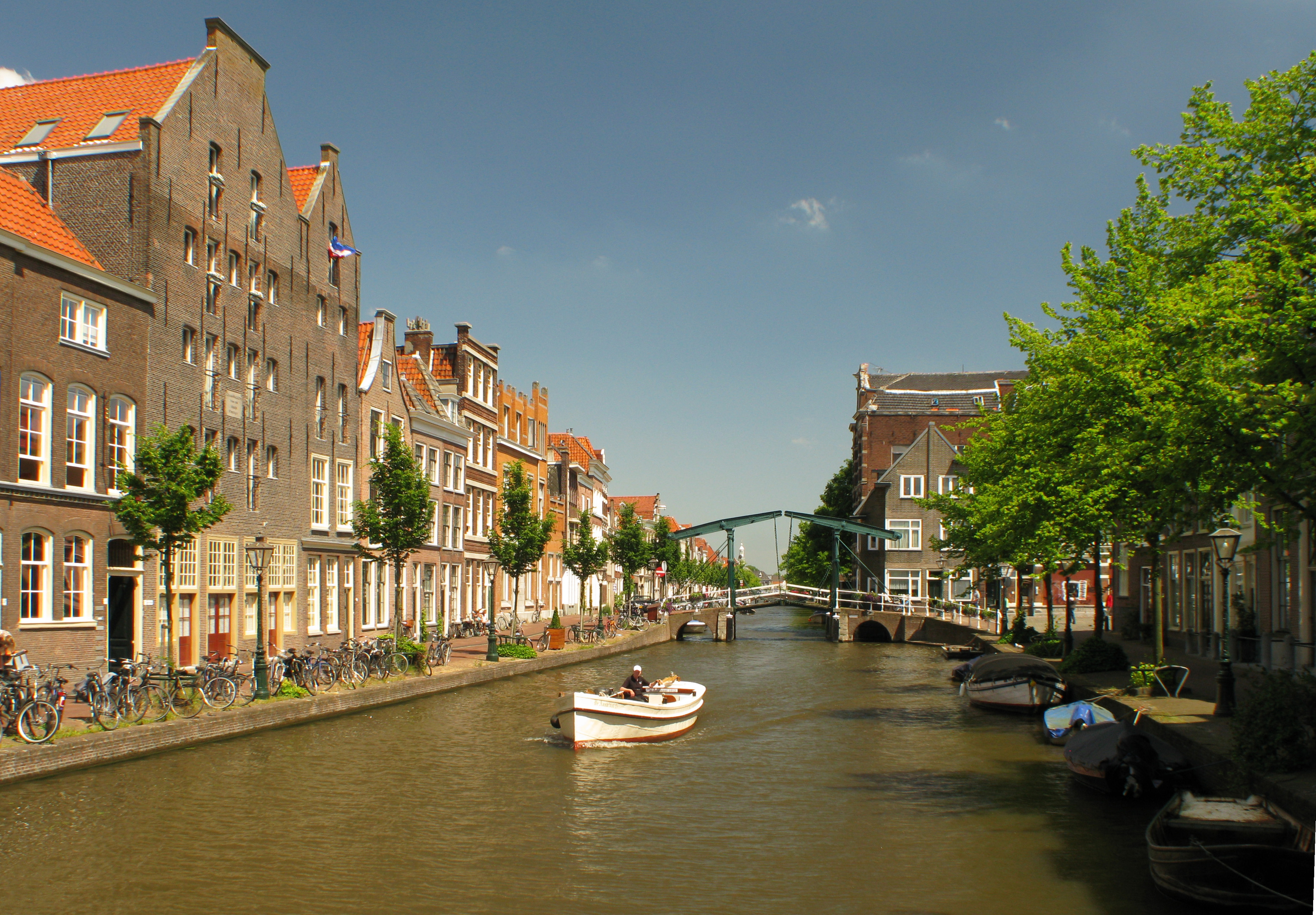
Kanal mit Patrizierhäusern

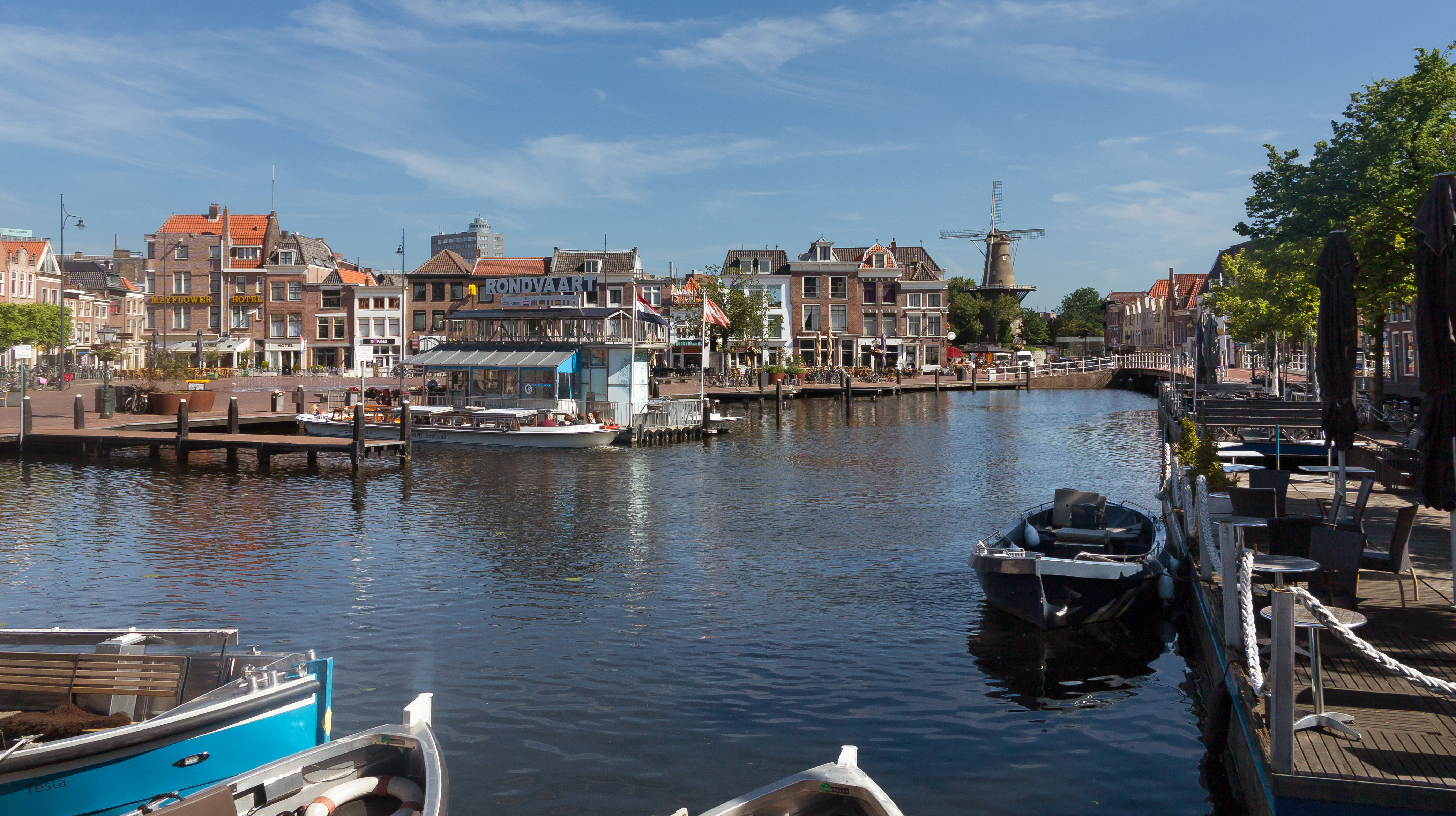
Blick von Brücke zur Reederei und Mühle

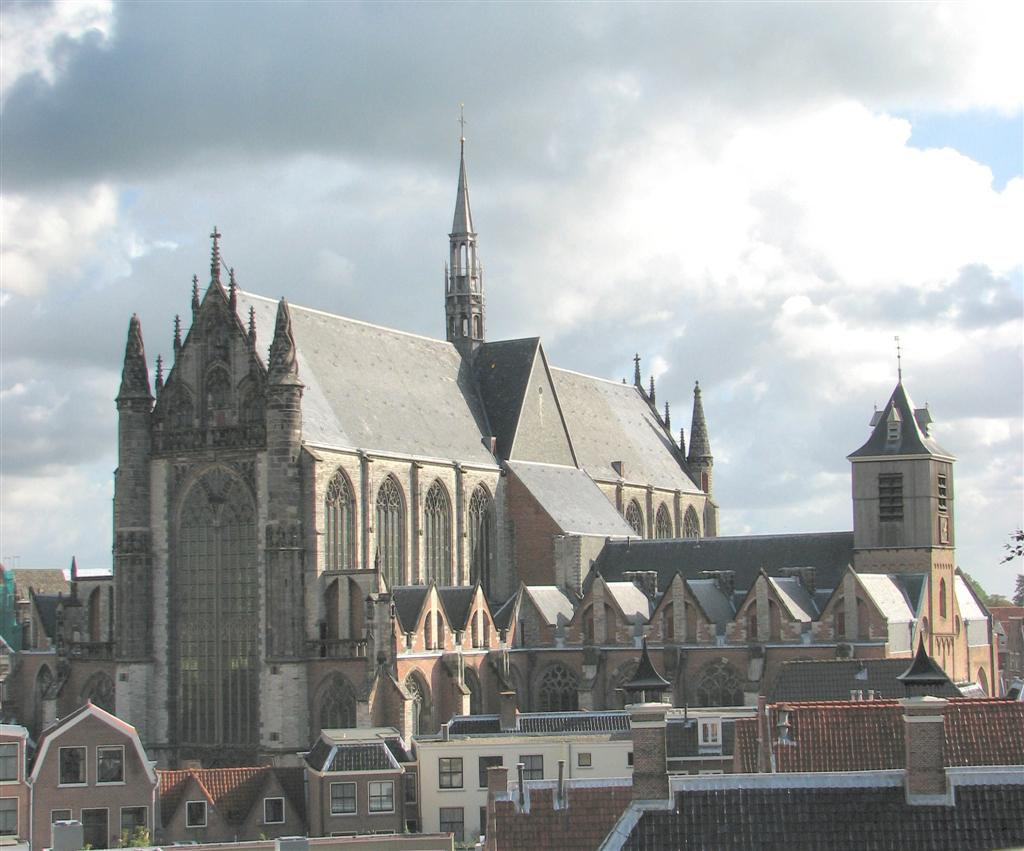
Die Hooglandse Kerk

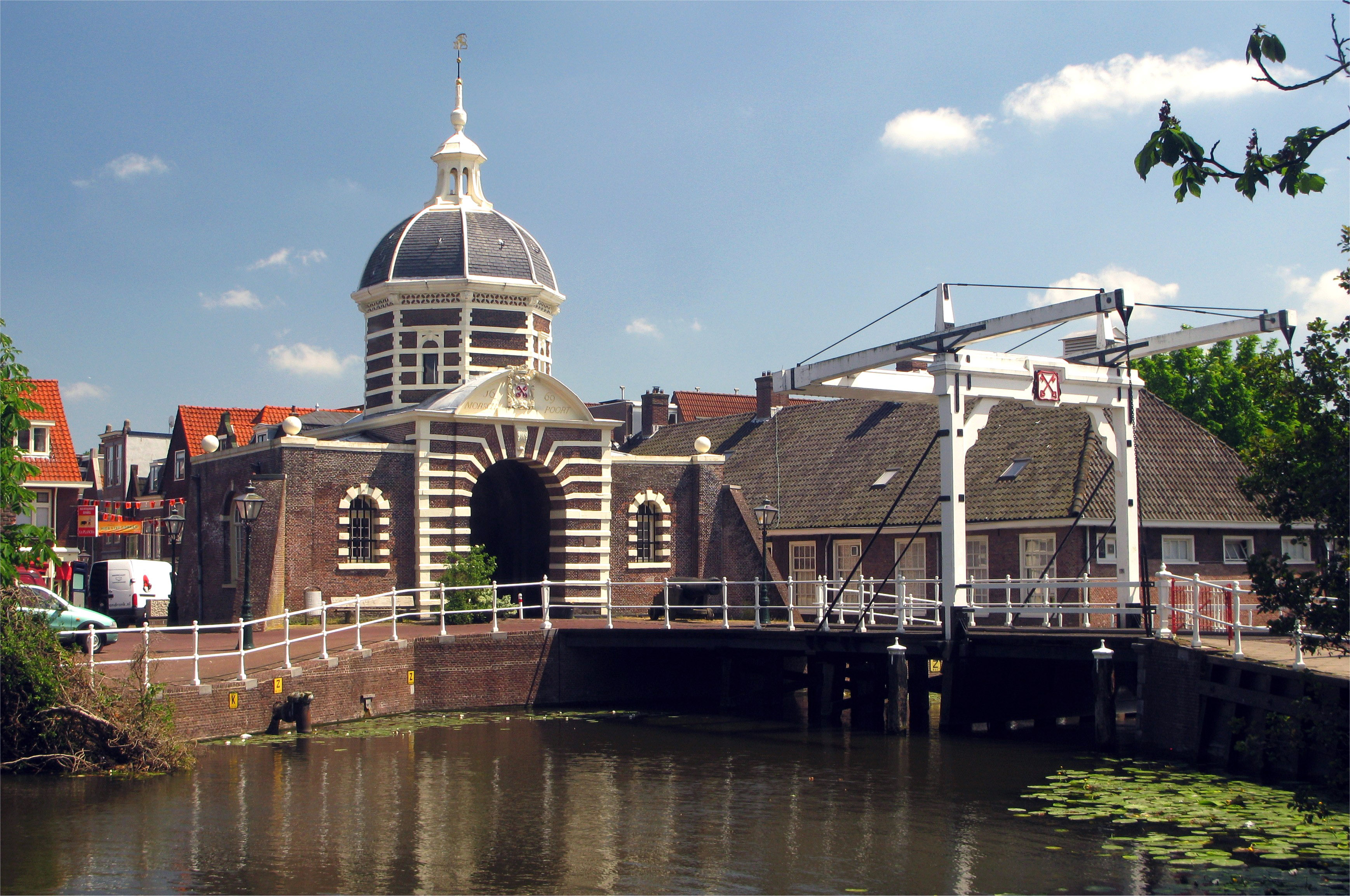
Morspoort

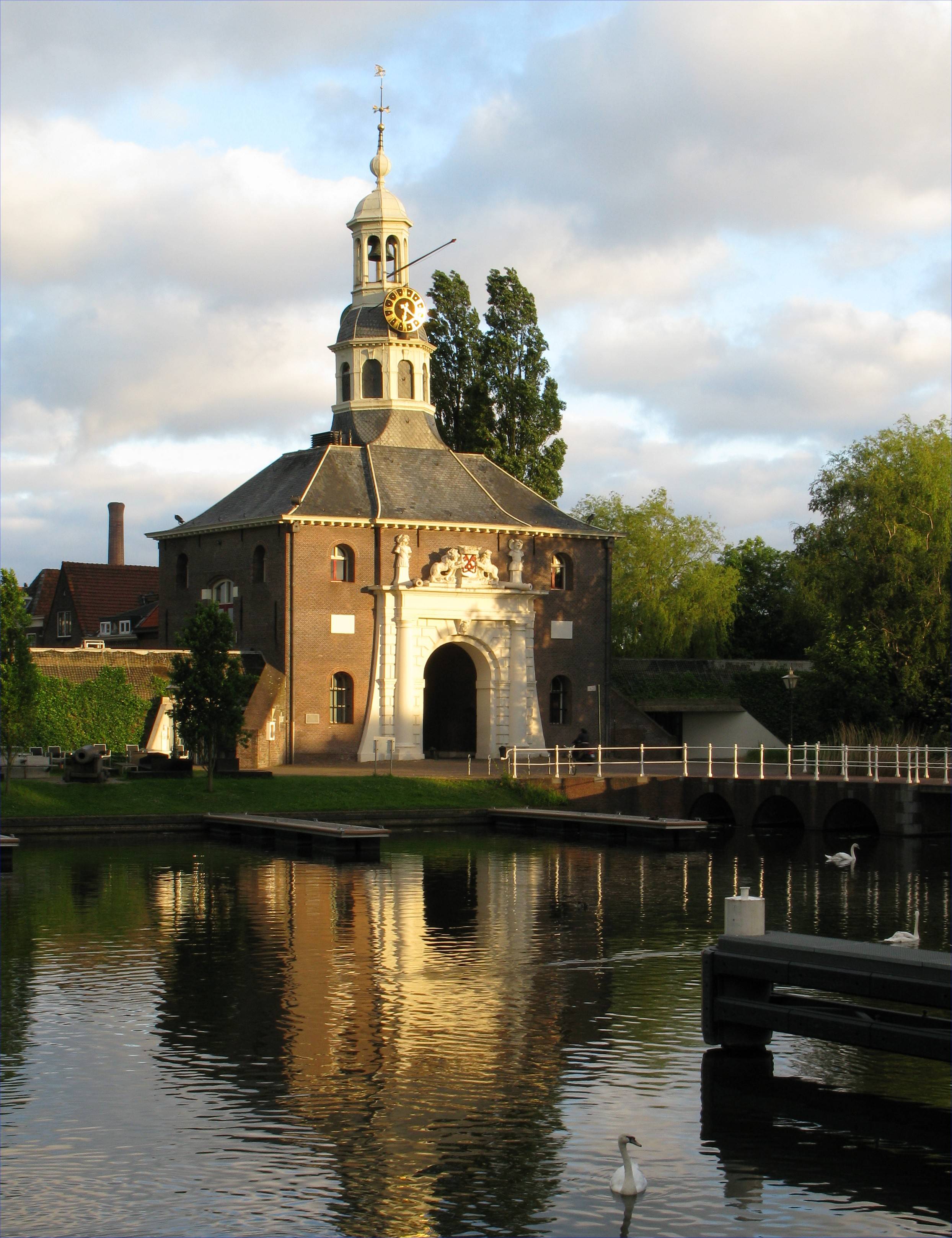
Zijlpoort

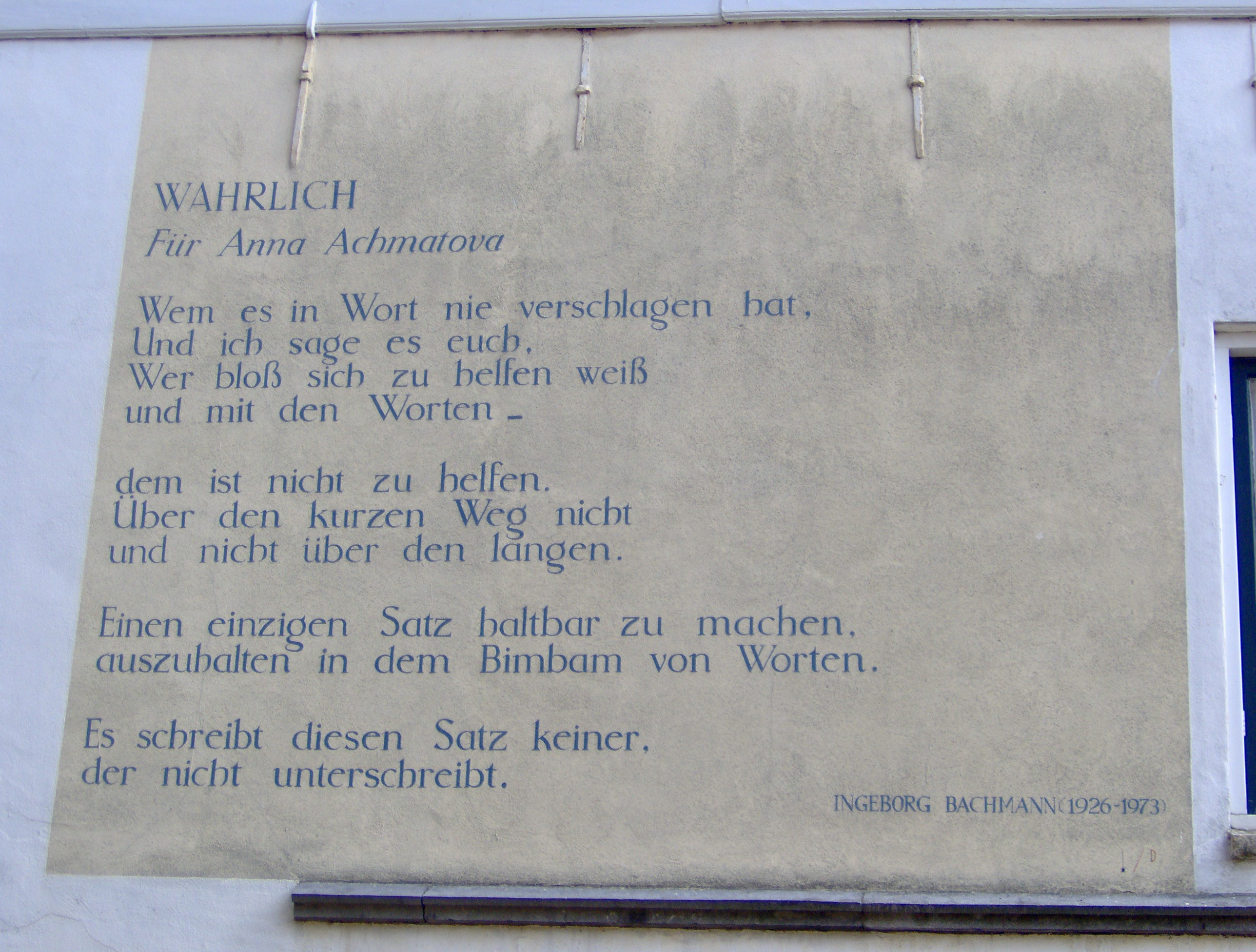
Bachmanns Gedicht Wahrlich auf einer Häuserfront in Leiden

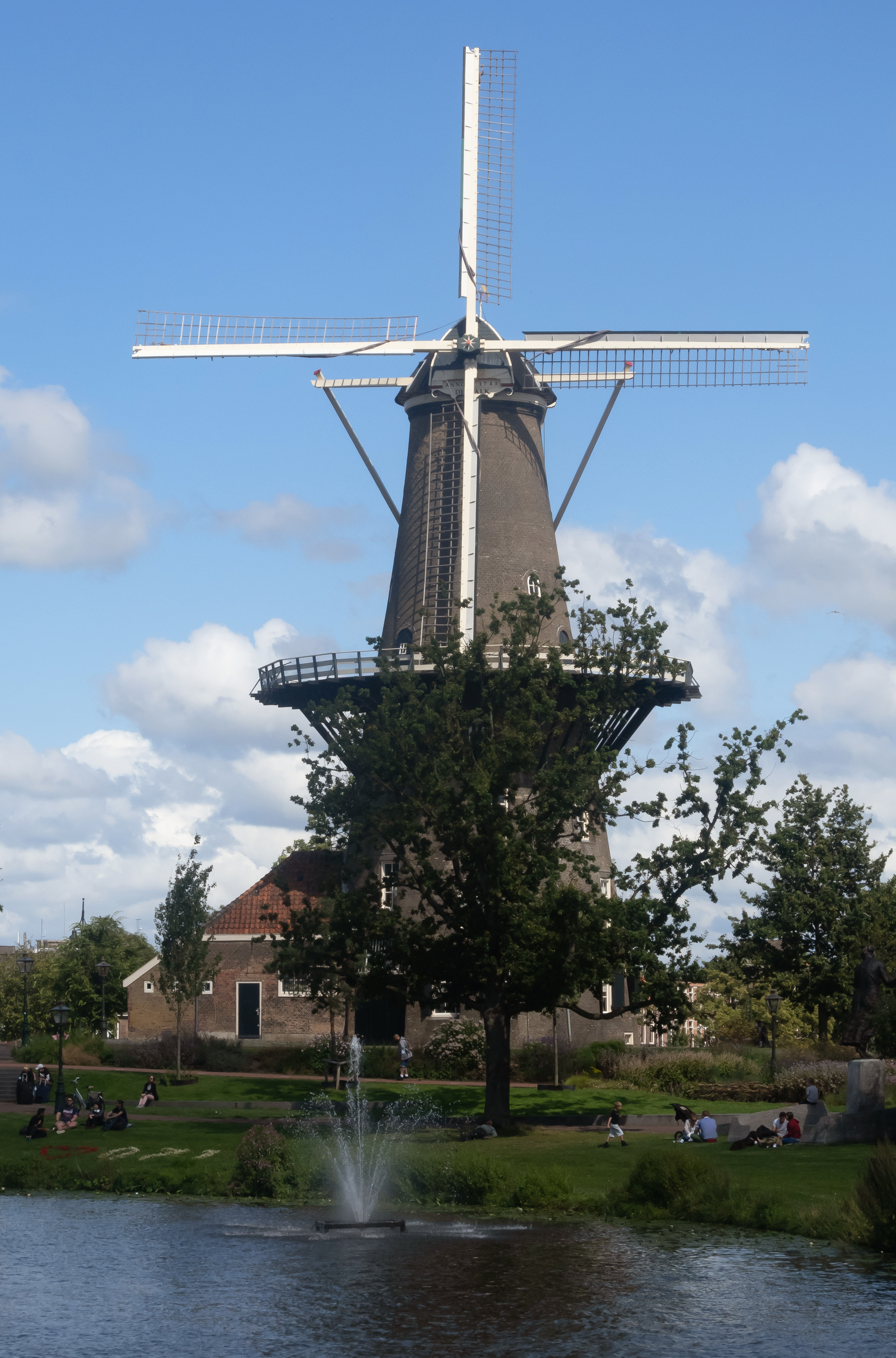
Mühle: molen De Valk

Die Pieterskerk („St. Petrikirche“), Baubeginn 1121, stammt größtenteils aus dem 16. Jahrhundert. In dieser Kirche befinden sich viele Grabmale berühmter Niederländer. St. Petrus ist der Schutzpatron Leidens, daher die Schlüssel im Stadtwappen (der Heilige Petrus verfügt über die Schlüssel der Himmelspforte). Zu besonderen Anlässen wie z. B. Ehrenpromotionen oder Jubiläen wird die Pieterskerk von der Universität als Aula genutzt. – Eine weitere gotische Kirche ist die Hooglandse Kerk, die mit ihrer Größe hoch über die sie umgebenden Häuser im Stadtzentrum hinausragt.
Das Hauptgebäude der Universität liegt an einer der bekanntesten Grachten in ganz Holland, der Rapenburg, und war ursprünglich eine Klosterkirche.
Meisterwerke der Renaissancearchitektur sind das Rathaus (Stadhuis, Raadhuis), an dessen Gestaltung der Bremer Baumeister Lüder von Bentheim beteiligt war, und das Rijnhuis der frühneuzeitlichen Wasser- und Schifffahrtsverwaltung.
Das 1612 erbaute ehemalige Wohnhaus des städtischen Zimmer- und Baumeisters, mit markantem Treppengiebel, und der Innenhof des "Stadstimmerwerf" (ehemaliger städtischer Bauhof) am Kort Galgewater sind für Besucher geöffnet.
In der ganzen Stadt verteilt gibt es viele hofjes. Das sind Gruppen kleiner, oft ihrer Einfachheit wegen sehr beliebter Häuser, meist um einen Hof mit Brunnen oder Kräutergarten, die zwischen 1600 und 1900 von reichen Leuten gestiftet wurden. Gedacht als private Alters-, Witwen- oder Armenfürsorge-Einrichtungen (vergleiche die Fuggerei in Augsburg), werden diese Häuschen jetzt oft von Studenten oder Krankenschwestern bewohnt. Diese hofjes stehen alle unter Denkmalschutz (Rijksmonument).
Die Burcht ist ein künstlich aufgeworfener Fluchthügel aus dem 11. oder 12. Jahrhundert, der im 17. Jahrhundert befestigt und ummauert wurde. Er bietet einen guten Überblick über die Innenstadt. Im Sommer finden hier einige Veranstaltungen wie z. B. Theateraufführungen statt.
Eine Besonderheit Leidens sind die Muurgedichten (Mauergedichte), die auf Häuserwänden im Straßenraum der Innenstadt zu sehen sind. Die 101 Texte von bekannten und unbekannten Dichtern aus aller Welt sind Ergebnis eines Projekts, das 1992 mit einem Gedicht von Marina Iwanowna Zwetajewa begonnen hatte und 2011 mit dem Gedicht Regen, meer en wind von Danila Stoyanova beendet wurde. Die Gedichte sind in unterschiedlicher Gestaltung in der Originalsprache und -schrift auf die Wände der Häuser gemalt.
Zudem besitzt Leiden verschiedene Windmühlen. Eine der letzten erhaltenen ist die Molen De Valk, die in ein Museum umfunktioniert wurde und die Geschichte der Mühlen in Leiden zeigt.

### Bibliotheken
Als Bücherstadt hat Leiden die folgenden wichtigen Bibliotheken:
- die Universitätsbibliothek Leiden, die älteste Universitätsbibliothek in den Niederlanden
- die Öffentliche Bibliotheek Leiden BplusC
- Bibliotheca Thysiana, seit 1655.

### Kirchen
In der Stadt Leiden gibt es verschiedene Kirchengemeinden.

#### Römisch-katholisch
- Maria Zetel der Wijsheid
- Parochie Lam Gods
- Parochie van de H. Lodewijk
- Parochie St. Petrus
- Parochie O.L.V. Hemelvaart en Sint Joseph
- Parochie O.L.V. Onbevlekt Ontvangen Hartebrug
- RK vicariaat Merenwijk

#### Altkatholisch
- Parochie van de Heiligen Fredericus en Odulfus

#### Protestantisch
- Leidse binnenstadgemeente (Protestantische Kirche in den Niederlanden)
- Leidse Studenten Ekklesia (pkn, Studentenkirche)
- Apostolische Kirche
- Neu-Apostolische Kirche
- Baptisten Gemeinde Leiden
- Christlich Reformierte Kirche
- Evangelische Gemeinde
- Eglise Wallone (französisch)
- Evangelisch-Lutherische Gemeinde
- Reformierte Kirche (freigemacht)
- International Church of Leiden (englisch)

#### Weitere
- Kirche Jesu Christi der Heiligen der Letzten Tage

### Medien
In Leiden erscheinen die folgenden lokalen Zeitungen:
- Leidsch Dagblad
- Mare (Universitätsblatt)
- Leids Nieuwsblad (Gratiszeitung)
- Witte Weekblad (Gratiszeitung)
- Het op Zondag (Gratiszeitung)